# Károlyi utca
A Károlyi utca Budapest V. kerülete észak-déli irányban fekvő egyik utcája, amely az Egyetem tér és a Ferenciek tere között húzódik.

## Története
A török hódoltság után, 1688-ban Herrengasse (Úri utca) a mai Kecskeméti és Petőfi Sándor utcával együtt. 1953-tól Egyetem utca, 1962-től 2014-ig Károlyi Mihály miniszterelnök nevét viselte, azóta Károlyi utca, a Károlyi család itteni palotájáról.

## Jelentősebb épületei
- 12. sz. Ybl-palota
- 16. sz. Károlyi-palota (Belváros)